# Hamernia (Kraków)
Hamernia – zakład istniejący w XVII  i XVIII wieku na terenie Woli Justowskiej (obecnie Bronowic) w Krakowie, kuźnica  służąca do przerobu miedzi. Współcześnie – ulica w Krakowie, której nazwa pochodzi od tego zakładu, podobnie jak nazwy ulic Kuźniczej i Odlewniczej.

## Historia

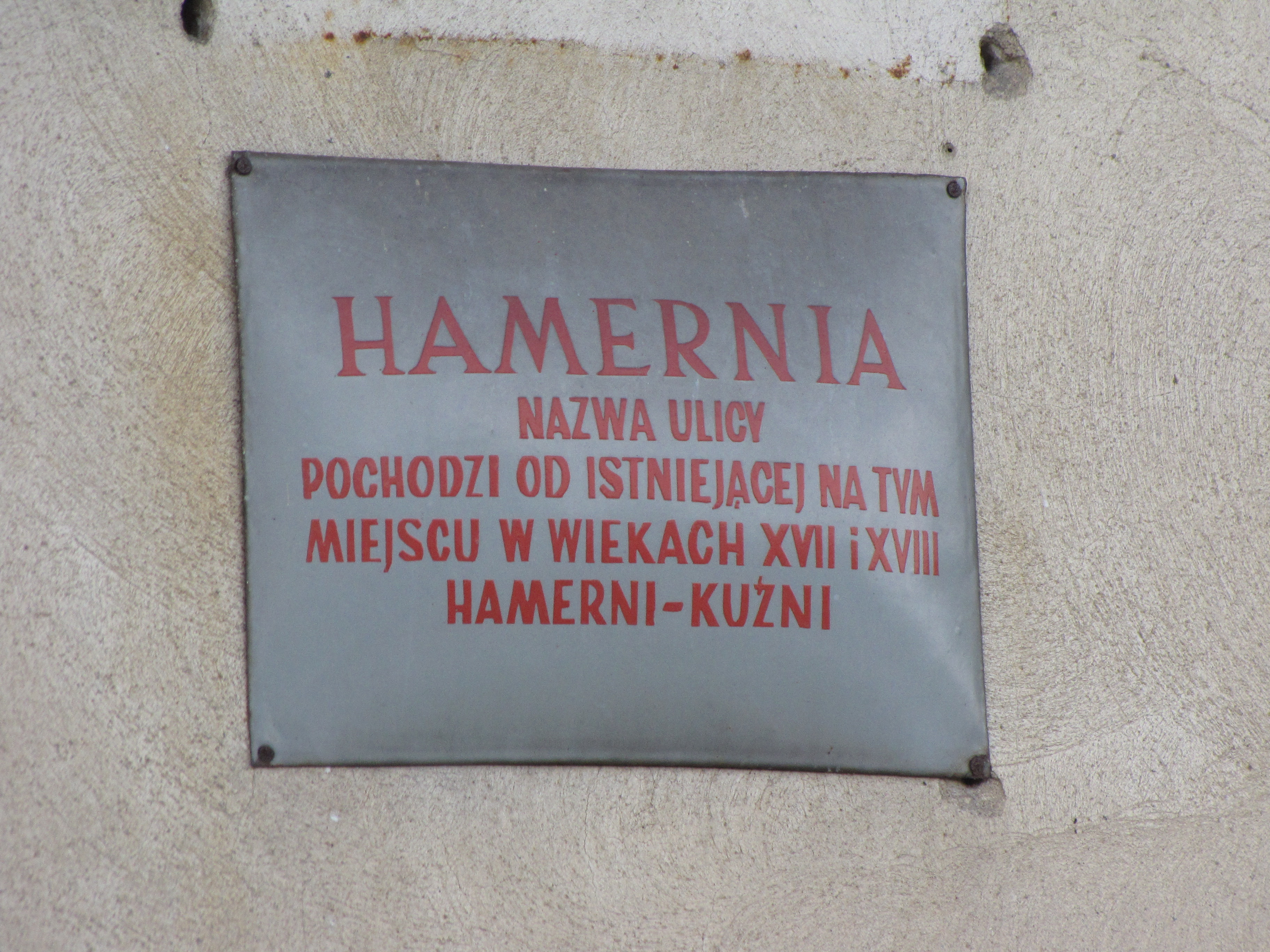
Tablica pamiątkowa na budynku w miejscu dawnej kuźni, ul. Hamernia 39

Manufaktura ta należała do klucza wolskiego, będącego w tych wiekach kolejno własnością Lubomirskich i Sanguszków i czasowo, wskutek zastawu dóbr, Ponińskich. Hamernia w Bronowicach była jednym z największych zakładów tego rodzaju w owych wiekach. Założył ją wojewoda krakowski Aleksander Michał Lubomirski, a pierwsza o niej wzmianka w zachowanych dokumentach pochodzi z roku 1658.
Była poważnym źródłem dochodu, dostarczając w tym czasie blisko 3/4 wpływów pieniężnych z całego klucza wolskiego. Wiadomości o tym zakładzie przemysłowym pojawiają się aż do roku 1752, do chwili sprzedaży klucza wolskiego wraz z hamernią przez marszałka nadwornego litewskiego Janusza Aleksandra Sanguszkę staroście barcickiemu Andrzejowi Moszkowskiemu.
Położenie Hamerni jest uwidocznione na dwóch planach z dóbr wolskich z drugiej połowy XVIII wieku.
Urządzenia hamerni składały się z pieca szmelcowego z miechami, młota wałowego czyli hamru oraz z kowadła.
W hamerni produkowano naczynia miedzianie do użytku domowego jak i browarów, jak kotły, garnce, durszlaki, sagany, alembiki, dzbanki, patelnie, kufle, itp.
Wedle wiadomości zachowanych dotąd pośród miejscowej ludności do niedawna stały tam budynki, będące pozostałością starodawnego zakładu przemysłowego.